# Lego Hidden Side
Lego Hidden Side er en produktlinje produceret af den danske legetøjskoncern LEGO, der blev introduceret i 2019.
Serien foregår i den fiktive by Newbury, og forbinder lego-sæt med en app af samme navn (til iOS og Android), der kan bruges til at jagte, fange og opbevare spøgelser i augmented reality. Serien blev markedsført fra 2019, efter Lego Dimensions og Nexo Knights blev udfaset, og repræsenterede endnu et forsøg på et få det fysiske legetøj til at spille sammen det digitale. Serien blev udfaset i slutningen af 2020.
The Hidden Side Haunted Fairground (sæt 70432) vandt Editor's Choice Awards på Toy Fair 2020 på Olympia i London, der er en årlig prisuddelingsceremoni, der arrangeres af British Toy and Hobby Association.